# توشو-این
توشو-این (به ژاپنی: 洞松院 Tōshōin)؛ زادهٔ ۱ ژانویهٔ ۱۴۶۰) یک زن حاکم قلعه سیاستمدار و دایمیو خاندان آکاماتسو در طی دوره سنگوکو، در ژاپن است.